# Mercedes-Benz OM 604/OM 605/OM 606
OM 604 er en firecylindret dieselrækkemotor med forkammerindsprøjtning fra Mercedes-Benz. Motoren var en videreudvikling af OM 601 og havde fire ventiler pr. cylinder. Ligesom på forgængeren er motorblokken fremstillet af stål og topstykket af letmetal.
Brugen af fireventilteknik i en personbilsdieselmotor var på daværende tidspunkt en verdensnyhed. Gennem brugen af denne teknologi havde motoren ikke kun mere drejningsmoment og effekt over et betydeligt større omdrejningsområde, men også et op til otte procent lavere brændstofforbrug ved fuld belastning. Derudover kunne partikelemissionerne i udstødningsgassen reduceres med cirka 30 procent. Motoren var ligeledes udstyret med udstødningsgastilbageføring og oxidationskatalysator.
OM 604 blev første gang benyttet i 1993 i C-klassen (type 202) og i 1995 i den nye E-klasse (type 210). Som den eneste Mercedes-Benz-dieselmotor var OM 604 udstyret med en elektronisk styret fordelerindsprøjtningspumpe fra Lucas i stedet for den kendte rækkeindsprøjtningspumpe fra Bosch.
Tætningerne på Lucas-indsprøjtningspumperne blev med tiden sprøde og utætte. Da en udskiftning af hele indsprøjtningspumpen er meget dyr, tilbydes et reparationssæt hvor de berørte tætninger kan udskiftes separat.
Fra 1995 kunne OM 605 i C-klassen (type 202) ligeledes leveres i en turboversion. Den større OM 606 med seks cylindre kom i 1997 i E-klassen (type 210) ligeledes i en turboversion.

## OM 605/OM 606
På samme tekniske basis som OM 604 opstod serierne OM 605 med fem og OM 606 med seks cylindre. Fra 1993 blev OM 605 og OM 606 benyttet i sugeudgaver i 124-serien, mens der sideløbende fortsat benyttedes toventilere som turbomotorer. Fra 1997 kunne disse motorer leveres i efterfølgeren 210 med turbolader.
Med undtagelse af OM 604 D 20, som blev fremstillet i lavt styktal til det sydeuropæiske marked, havde den firecylindrede OM 604 i forhold til OM 605 og OM 606 større værdier for boring (89 mm) og slaglængde (86,6 mm), men et lavere slagvolume (2155 cm³).

## Tekniske data
| Salgsbetegnelse                                                     | Motortype      | Motorkode   | Effekt                              | Drejningsmoment                 | Trykladning | Byggeår    |
| 4 cylindre                                                          | 4 cylindre     | 4 cylindre  | 4 cylindre                          | 4 cylindre                      | 4 cylindre  | 4 cylindre |
| ------------------------------------------------------------------- | -------------- | ----------- | ----------------------------------- | ------------------------------- | ----------- | ---------- |
| Slagvolume: 2,0 liter (1997 cm³), boring 87 mm × slaglængde 84 mm   |                |             |                                     |                                 |             |            |
| C 200 Diesel (W/S 202)                                              | OM 604 D 20    | 604.915 EVE | 65 kW (88 hk) ved 5000 omdr./min.   | 135 Nm ved 2000 omdr./min.      | Ingen       | 1996−1998  |
| E 200 Diesel (W/S 210)                                              | OM 604 D 20    | 604.917 EVE | 65 kW (88 hk) ved 5000 omdr./min.   | 135 Nm ved 2000 omdr./min.      | Ingen       | 1996−1998  |
| Slagvolume: 2,2 liter (2155 cm³), boring 89 mm × slaglængde 86,6 mm |                |             |                                     |                                 |             |            |
| C 220 Diesel (W/S 202)                                              | OM 604 D 22    | 604.910 EVE | 55 kW (75 hk) ved 5000 omdr./min.   | 150 Nm ved 3100 omdr./min.      | Ingen       | 1996−1998  |
| E 220 Diesel (W 210)                                                | OM 604 D 22    | 604.912 EVE | 55 kW (75 hk) ved 5000 omdr./min.   | 150 Nm ved 3100 omdr./min.      | Ingen       | 1996−1998  |
| C 220 Diesel (W/S 202)                                              | OM 604 D 22    | 604.910 EVE | 70 kW (95 hk) ved 5000 omdr./min.   | 150 Nm ved 3100 omdr./min.      | Ingen       | 1993−1998  |
| E 220 Diesel (W 210)                                                | OM 604 D 22    | 604.912 EVE | 70 kW (95 hk) ved 5000 omdr./min.   | 150 Nm ved 3100 omdr./min.      | Ingen       | 1995−1998  |
| 5 cylindre                                                          |                |             |                                     |                                 |             |            |
| Slagvolume: 2,5 liter (2497 cm³), boring 87 mm × slaglængde 84 mm   |                |             |                                     |                                 |             |            |
| C 250 Diesel (W 202)                                                | OM 605 D 25    | 605.910 ERE | 83 kW (113 hk) ved 5000 omdr./min.  | 170 Nm ved 2800 omdr./min.      | Ingen       | 1993−1995  |
| E 250 Diesel (W/S/V/VF/F 124)                                       | OM 605 D 25    | 605.911     | 83 kW (113 hk) ved 5000 omdr./min.  | 170 Nm ved 2800 omdr./min.      | Ingen       | 1993−1996  |
| E 250 Diesel (W/S/VF 210)                                           | OM 605 D 25    | 605.912 ERE | 83 kW (113 hk) ved 5000 omdr./min.  | 170 Nm ved 2800 omdr./min.      | Ingen       | 1996−1998  |
| C 250 Turbodiesel (W/S 202)                                         | OM 605 D 25 LA | 605.960 ERE | 110 kW (150 hk) ved 4400 omdr./min. | 280 Nm ved 1800 omdr./min.      | Turbolader  | 1995−2001  |
| E 250 Turbodiesel (W/S 210)                                         | OM 605 D 25 LA | 605.962 ERE | 110 kW (150 hk) ved 4400 omdr./min. | 280 Nm ved 1800 omdr./min.      | Turbolader  | 1997−1998  |
| 6 cylindre                                                          |                |             |                                     |                                 |             |            |
| Slagvolume: 3,0 liter (2996 cm³), boring 87 mm × slaglængde 84 mm   |                |             |                                     |                                 |             |            |
| E 300 Diesel (W/S 124)                                              | OM 606 D 30    | 606.910     | 100 kW (136 hk) ved 5000 omdr./min. | 210 Nm ved 2200−4600 omdr./min. | Ingen       | 1993−1996  |
| E 300 Diesel (W 210)                                                | OM 606 D 30    | 606.912 ERE | 100 kW (136 hk) ved 5000 omdr./min. | 210 Nm ved 2200−4600 omdr./min. | Ingen       | 1995−1997  |
| E 300 Turbodiesel (W/S 210)                                         | OM 606 D 30 LA | 606.962 ERE | 130 kW (177 hk) ved 4400 omdr./min. | 330 Nm ved 1600−3600 omdr./min. | Turbolader  | 1997−1999  |
| S 300 Turbodiesel (W 140)                                           | OM 606 D 30 LA | 606.961 ERE | 130 kW (177 hk) ved 4400 omdr./min. | 330 Nm ved 1600−3600 omdr./min. | Turbolader  | 1997−1999  |
| G 300 Turbodiesel (W 463)                                           | OM 606 D 30 LA | 606.964 ERE | 130 kW (177 hk) ved 4400 omdr./min. | 330 Nm ved 1600−3600 omdr./min. | Turbolader  | 1997−2001  |

1. ↑  Kun for Portugal
2. 1 2  Speciel taxivariant; effektreduceret og biodieselkompatibel
3. ↑  Kun for Grækenland, Italien, Portugal, Tyrkiet, Bulgarien, Kroatien, Makedonien og Ungarn